# Eupithecia aggregata
Eupithecia aggregata är en fjärilsart som beskrevs av Achille Guenée 1858. Eupithecia aggregata ingår i släktet Eupithecia och familjen mätare. Inga underarter finns listade i Catalogue of Life.